# Kálmán László publikációinak listája
Ez a lista Kálmán László nyelvész tudományos publikációit tartalmazza a megjelenés helyének, idejének megjelölésével.

## Könyvek
- A Lisp programozási nyelv. Műszaki Könyvkiadó, Budapest, 1989. Szerkesztők: Zimányi M., Kálmán L. és Fadgyas T. ISBN 9631081834[1]
- Kálmán L. és Nádasdy Á.: Hárompercesek a nyelvről, Osiris Kiadó, Budapest, 1999.
- Magyar leíró nyelvtan. Mondattan I. Budapest, Tinta Könyvkiadó 2001. Szerkesztette: Kálmán László
- Konstrukciós nyelvtan, Tinta Könyvkiadó, Budapest, 2001. ISBN 9638609079
- Kálmán László-Trón Viktor-Varasdi Károly, Lexikalista elméletek a nyelvészetben, Budapest, 2002. ISBN 9639372293
- Kálmán L. és Rádai G.: Dinamikus szemantika. Osiris Kiadó, Budapest. 2002.
- Kálmán L., Trón V. és Varasdi K.: Lexikalista elméletek a nyelvészetben. Tinta Könyvkiadó, 2002. Budapest.
- Kálmán László és Trón Viktor: Bevezetés a nyelvtudományba, Tinta Könyvkiadó, Budapest, 2005. ISBN 9789637094651
- Kálmán L.: Papers from the Mókus Conference. Tinta Könyvkiadó, Budapest, 2008. Kálmán L. (szerkesztő)
- Orsós Anna – Kálmán László: Beás nyelvtan. Tinta Könyvkiadó, Budapest, 2009

## Publikációk
1. Kálmán L.: „A Chomsky-Piaget vita”. Magyar Filozófiai Szemle, 24, 1980. 987-998. o.
2. Kálmán L. :„Un ensemble de propositions pour la science du langage”. Kodikas/Code, 6, 1983. pp. 237–244. ISSN 0171-0834[2]
3. Kálmán C. Gy., Kálmán L., Nádasdy Á. és Prószéky G. „Hocus, Focus, and verb types in Hungarian infinitive constructions”. In: Groninger Arbeiten zur germanistischen Lingustík, Rijksuniveriteit Groningen, 24, 1984. pp. 162–177.[3]
4. Kálmán L.: „Empirical and theoretical data in linguistics”. Acta Linguistica Hungarica, 34, pp. 3–25.
5. Kálmán L.: „Inflectional morphology”. In: I. Kenesei (ed.), Approaches to Hungarian 1, JATE Szeged, 1985. pp. 247–262.
6. Kálmán L.: „Word order in neutral sentences”. In: I. Kenesei (ed.), Approaches to Hungarian 1, JATE Szeged, 1985. pp. 13–23.
7. Kálmán L.: „Word order in non-neutral sentences”. In: I. Kenesei (ed.), Approaches to Hungarian 1, JATE Szeged, 1985. pp. 25–37.„[4]
8. Kálmán C. Gy., Kálmán L., Nádasdy Á. és Prószéky G. „Hocus, Focus, and verb types in Hungarian infinitive constructions”. In: W. Abraham and S. de Meij (eds.), Topic, Focus and Configurationality, Benjamins, Amsterdam, 1986. pp. 129–142.
9. Kálmán L. : „Semantic interpretation in a dynamic knowledge representation”. Working paper 2. RIL HAS, Budapest 1986.
10. Kálmán L. és Prószéky G. „FMR Grammar”. Working paper 1. RIL HAS, Budapest 1987.
11. Kálmán L.: „Representation of feature structures in a non-connexionist molecular machine”. In: Proceedings of the ACL 3rd European Conference. ACL. 1987. pp. 298–301.
12. Kálmán L.: „Generics, common-sense reasoning, and monoticity in Discourse Representation Theory”. In: I. Ruzsa and A. Szabolcsi (eds.), Proceedings of the '87 Symposium on Logic and Language. Akadémiai Kiadó, Budapest, 1987. pp. 95–110.
13. Kálmán L.: „Issues in Hungarian sentence structure”. In: I. Kenesei (ed.), Approaches to Hungarian 2, JATE Szeged, 1987. pp. 261–171.
14. Kálmán L., Pólos L. és Szabó Z.: „A general framework for problem representation”. Technical report, Applied Logic. Lab, Inc., Budapest, 1988.
15. Kálmán C. Gy., Kálmán L., Nádasdy Á. és Prószéky G.: „A magyar segédigék rendszere”. In: Telegdi Zs. és Kiefer F. (szerkesztő), Általános Nyelvészeti Tanulmányok XVII, Akadémiai Kiadó, Budapest, 1989. 49-103. o.
16. Kálmán L.: „Richard Kayne: French Syntax; María Luisa Zubizarreta: On the Relationship of the Lexicon to Syntax” In: Telegdi Zs. és Kiefer F. (szerk.), Általános Nyelvészeti Tanulmányok XVII, Akadémiai Kiadó, Budapest, 1989. 335-338. o.
17. Kálmán L.: „Monotonicity Principles in the Theory of Grammar”. academic candidate dissertation, Hungarian Academy of Sciences, Budapest, 1989.
18. Kálmán L.: „Review on John Anderson and Colin Ewen's Principles of Dependency Phonology”. Studies in Language, 13, 1989. pp. 477–521.
19. Kálmán L. és Kornai A.: „Hungarian sentence intonation”. In: H. van der Hulst and N. Smith (eds.), Autosegmental Studies in Pitch Accent, Foris Dordrecht, 1989. pp. 183–195.[5]
20. Kálmán L. Pólos L. és Szabó Z. : „Can representations solve problems?” Technical report, Applied Logic. Lab, Inc., Budapest, 1989.
21. Zimányi M., Kálmán L. és Fadgyas T.: A Lisp programozási nyelv. Műszaki Könyvkiadó, Budapest, 1989.
22. Goldberg, J.P., Kálmán L. és Szabó Z.: „External presuppositions versus discourse presuppositions.” Tertium Non Datur, 6, 1990. pp. 29–43.
23. Goldberg, J.P., Kálmán L. és Szabó Z.: „External presuppositions versus discourse presuppositions.” Workshop reader, workshop of the esprit working group 3315, University of Nijmegen, Nijmegen, 1990.
24. Kálmán L.: „Deferred information: The semantics of commitment” In: L. Kálmán and L. Pólos (eds.). Papers from the Second Symposium on Logic and Language. Akadémiai Kiadó, Budapest, 1990. pp. 125–157
25. Kálmán L. és Pólos L.: (eds.): „Papers from the Second Symposium on Logic and Language”. Akadémiai Kiadó, Budapest, 1990.
26. Kálmán L. és Szabó Z.: „D.I.R.T.: An overview”. In: M. Stokhof and L. Torenvliet (eds.), Proceedings of the Seventh Amsterdam Colloquium. ITLI, University of Amsterda, Amsterdam, 1990. pp. 253–275.
27. Goldberg, J.P. és Kálmán L.: „The first BUG report” In: Proceedings of Coling '92. ACL, Nantes, 1992.
28. Kálmán L. and van Leusen, N.: „The semantics of free focus”. Illc prepublication series, ILLC Amsterdam, 1993.
29. Kálmán L.: „Homogeneous Grammar”. In: Z. Bánréti (ed.), Studies in the Theory of Grammar, RIL HAS, Budapest, 1994. pp. 9–27.
30. Kálmán L.: (guest editor), Papers from the Fifth Symposium on Logic and Language, Acta Linguistica Hungarica, 42(3-4), 1994.
31. Kálmán L.: „Monotonicity in phonology”. Acra Linguistica Hungarica, 39, 1994. 133-147. o.
32. Kálmán L. és Nádasdy Á.: „A hangsúly”. In Kiefer F. (szerk.), Strukturális magyar nyelvtan 2: Fonológia, Akadémiai Kiadó, Budapest, 1994. 393-467. o.
33. Kálmán L.: „Definiteness effect verbs in Hungarian”. In: I. Kenesei (ed.), Approaches to Hungarian 5, JATE Szeged, 1995. pp. 221–242.
34. Kálmán L.,:„Conditionals, Quantification and Bipartite Meanings”. Working Papers in the Theory of Grammar 1/3. RIL, HAS, Budapest 1994.
35. Kálmán L.,: „Strong Compositionality”. Working Papers in the Theory of Grammar 2/3. RIL, HAS, Budapest 1995.
36. Rádai G. és Kálmán L.,: „Compositional Interpretation of Computer Command Languages”. Working Papers in the Theory of Grammar 2/6. RIL, HAS, Budapest 1995.
37. Kálmán L. és Rádai G.: „Dynamic Update Predicate Logic.” Working Papers in the Theory of Grammar 2/2. RIL, HAS, Budapest 1995.
38. Kálmán L.: „Strong compositionality”. In: Proceedings of the Tenth Amsterdam Colloquium ITLI, University of Amsterdam, Amsterdam 1996.
39. Kálmán L. és Rádai G.: „Megszakított összetevők a magyarban konstrukciós nyelvtani szempontból”. Acta Universitatis Szegediensis, 37, 1996. pp. 83–119.
40. Pléh Cs., Vinkler Zs., Kálmán L.: „Early morphology of spatial expressions in Hungarian children”. A childes study. Acta Linguistica Hungarica, 1996, 40, 129-142,
41. Kálmán L.: „Generalized Inheritance Networks”, TLP Budapest, chapter Essential concepts oc inheritance networks. 1997.
42. Kálmán L., Novák A., Rádai G., Rebrus P., Trón V. és Varasdi K. : „GIN database fragments.” ELSNET deliverable EP 5295, TLP, Budapest, 1997.
43. Kálmán L. és Rádai G.: „Content-Adresses Inheritance Networks”. ELSNET deliverable EP 5295, TLP, Budapest, 1997.
44. Pléh Cs., Vinkler Zs. és Kálmán L.: „Early morphology of spatial expressions in Hungarian children: A CHILDES study” Acta Linguistica Hungarica, 44, 1997. pp. 249–260.
45. Kálmán L. és Rádai G.: „Általánosított öröklődési hálók”, Magyar Pszichológiai Szemle 53. 1998.
46. Kálmán L. és Rádai G.: „Word order variation in Hungarian from a constructionist perspective” In: C. de Groot, I. Kenesei (eds.). Approaches to Hungarian 6, JatePress, Szeged, 1998. pp. 149–181.
47. Kálmán L. és Rádai G.: „Általánosított öröklődási hálók.” In: Pléh Cs. (szerk.) Megismeréstudomány és mesterséges intelligencia, Akadémiai Kiadó, Budapest, 1998. 131-148. oldal.
48. Kálmán L.: „Bevezetés” In: Kálmán L., Rádai G., Rebrus P. és Trón V. (szerk.), A lexikon szerkezete, ELTE Elméleti Nyelvészet Szakcsoport, 1999. 9-10. oldal
49. Kálmán L.: „Bevezetés a Lexikális szemantika c. fejezethez.” Kálmán L., Rádai G., Rebrus P. és Trón V. (szerk.), A lexikon szerkezete, ELTE Elméleti Nyelvészet Szakcsoport, 1999. 215-216. o.
50. Kálmán L., Rádai G., Rebrus P. és Trón V. (szerk.):  „A lexikon szerkezete”, ELTE Elméleti Nyelvészet Szakcsoport 1999.
51. Kálmán L. és Trón V.: „Metonímia”. In: Kálmán L., Rádai G., Rebrus P. és Trón V. (szerk.), A lexikon szerkezete, ELTE Elméleti Nyelvészet Szakcsoport, 1999. 243-259. o.
52. Kálmán L. és Nádasdy Á.: Hárompercesek a nyelvről. Osiris Kiadó, Budapest, 1999.[6]
53. Kálmán L. és Trón V.: „Értékek azonossága-e az egyeztetés?”. In: Büky L. és Maleczki M. (szerk.), A mai magyar nyelv leírásának újabb módszerei IV. SZTE, Szeged, 2000. 43–56. o.[7]
54. Kálmán L. és Trón Viktor: „A magyar igekötők egyeztetése”. In: Büky L. és Maleczki M. (szerk.), A mai magyar nyelv leírásának újabb módszerei IV. SZTE, Szeged, 2000. 203–211. o.
55. Kálmán L. „A szinonimitásról; Poliszémia, homonimia; Lexikális jelentés, aktuális jelentés”. Nyelvtudományi Közlemények. 2001.
56. Kálmán László: Konstrukciós nyelvtan. Tinta Könyvkiadó, Budapest. 2001.
57. Kálmán László: Magyar leíró nyelvtan: Mondattan I. Tinta Könyvkiadó, Budapest. 2001. (szerkesztő)
58. Kálmán L. és Rádai G.: Dinamikus szemantika. Osiris Kiadó, Budapest. 2002.
59. Kálmán L. és Bodnár M. I.: Kertész András: „Nyelvészet és tudományelmélet”. BUKSZ, 2002. 397–399. o.
60. Kálmán L., Trón V. és Varasdi K.: Lexikalista elméletek a nyelvészetben. Tinta Könyvkiadó, 2002. Budapest.
61. Kálmán L.: „A mennyiségjelölők jelentéstana”. In: Maleczki M. (szerk.), A mai magyar nyelv leírásának újabb módszerei V.  SZTE, Szeged, 2002. 219–228. o.
62. Kálmán László: Recenzió a Gecső Tamás, Spannraft Marcellina, A szinonimitásról, Poliszémia, homonimia, Lexikális jelentés, aktuális jelentés c. könyvekről.  Nyelvtudományi Közlemények 98., 2003.
63. Kálmán L., Balázs L. és Erdélyi Szabó M.: 2003. „Tudásalapú nyelvfeldolgozás”. MSZNY, Szeged. 2003.[8]
64. Kálmán L.: „Tudásalapú nyelvfeldolgozás”, Szabad Változók, 2004. szeptember.
65. Kálmán L.: „nyelvtudomány” – szócikk a Magyar Virtuális Enciklopédiában (MTA Filozófiai Intézete), 2004.
66. Kálmán L.: „A nyelvművelés mint áltudomány”. In: Büky L. (szerk.), A mai magyar nyelv leírásának újabb módszerei VI. SZTE, Szeged, 2004. 63–82. o.
67. Forró O. és Kálmán L.: „Zavarok a nyelvi zavarok körül”. Nyelvtudományi Közlemények 101, 2004. 321–332.
68. Kálmán L.: A pincei bogár.  A hiszékenység nyelvészbőrbe bújt vámszedőiről. Élet és Irodalom, 2005. május 13.[9]
69. Kálmán L.:„A pincei bogár visszavág”, The basement bug strikes back, Élet és Irodalom, 49/28, 2005.
70. Kálmán L.: (Arató Lászlóval vezető fejlesztőként:) Szövegértés-szövegalkotás „A” 5. évfolyam. Tanári útmutató és Tanulói oldalak.  Sulinova Kht., Budapest, 2005.
71. Kálmán L.: (Arató Lászlóval vezető fejlesztőként:) Szövegértés-szövegalkotás „A” 7. évfolyam. Tanári útmutató és Tanulói oldalak.  Sulinova Kht., Budapest, 2005.
72. Kálmán L.: (Arató Lászlóval vezető fejlesztőként:) Szövegértés-szövegalkotás „A” 9. évfolyam. Tanári útmutató és Tanulói oldalak.  Sulinova Kht., Budapest, 2005.
73. Kálmán L.: „Szegény, szegény inger!” In: Gervain, J., Kovács, K., Lukács, Á. Racsmány M. (szerk.): Az ezerarcú elme. Tanulmányok Pléh Csaba 60. születésnapjára. Akadémiai Kiadó, Budapest. 2005. 50–55.
74. Kálmán, L. and Károly Varasdi. „The Hungarian Definiteness Effect Hoax”. 2005. Manuscript,[10]
75. Kálmán L.: Simonyi Zsigmond a nyelvművelésről és a helyesírásról. Iskolakultúra 27, 2005. 20-24. o.[11]
76. Kálmán L. és Trón V.: Bevezetés a nyelvtudományba. Tinta Könyvkiadó, Budapest. 2005. 155 oldal.
77. Kálmán L.: Engedetlen alanyok. Világosság, 2005. 12. sz.[12]
78. Kálmán L.: Szövegértés-szövegalkotás kompetenciaalapú oktatási programcsomag: 5., 7., 9. évfolyam korrigált változata (1–3. fejezet), 6., 8., 10. évfolyam 1–3. fejezete kipróbálási célból (vezető fejlesztő). SuliNova Kht, HEFOP.
79. Kálmán L.: Kognitív és/vagy/illetve modellelméleti? Szabad Változók, 2006. január[13]
80. Kálmán L.: Miért nem vonzanak a régensek? In: Kálmán L. (szerk.), KB 120: A titkos kötet.  Tinta Könyvkiadó, 2006.[14]
81. Kálmán L.: Iskolai nyelvi nevelés Antal László szellemében.  In: B. Nagy Ágnes és Szépe György (szerkesztő), Anyanyelvi nevelési tanulmányok II. Pécs, 2006. 107–115. o.
82. Kálmán L.: (szerkesztő), KB 120: A titkos kötet.  Tinta Könyvkiadó, Budapest, 2006.
83. Kálmán L.: (szerkesztő), Tanári kincsestár: Magyar nyelv. I. kötet.  Raabe Kiadó, 2006.
84. Kálmán L. (szerk), Proceedings of the Ninth Symposium on Logic and Language (mint társszerkesztő, Gyuris Beátával, Christopher Pinonnal és Varasdi Károllyal közösen), 2006.[15]
85. Kálmán, L.. 2006. `Nyelvi eszköz-e a metafora? És ha igen, minek az eszköze? Is metaphor a linguistic device? And if so, what is it a device for?. Paper presented at the conference Metafora, trópusok, jelentés, ELTE, Budapest, September 28. To appear in Világosság.
86. Kálmán, L. 2008. `Holisztikus szemlélet a nyelvészetben The holistic view in linguistics.[16]  Szabad Változók.
87. Kálmán L.: Tanári kincsestár: Magyar nyelv.  Raabe Kiadó, Budapest, 2008. március, (szerkesztő)
88. Kálmán L.: Tanári kincsestár: Magyar nyelv.  Raabe Kiadó, Budapest, 2008. június, (szerkesztő)
89. Kálmán L.: Tanári kincsestár: Magyar nyelv.  Raabe Kiadó, Budapest, 2008. október, (szerkesztő)
90. Kálmán L.: Tanári kincsestár: Magyar nyelv.  Raabe Kiadó, Budapest, 2008. december, (szerkesztő)
91. Kálmán L.: Papers from the Mókus Conference. Tinta Könyvkiadó, Budapest, 2008.
92. Kálmán L.:„A mögöttes és ami mögötte van”. Szabad Változók, 2008. december.
93. Kálmán László, Kertész Zsuzsa: „Russian Palatalization”. In Kálmán L. (szerk.): Papers from the Mókus Conference. Tinta Könyvkiadó, Budapest, 2008.
94. Miklós Erdélyi Szabó, László Kálmán and Ági Kurucz. 2008. Towards a Natural Language Semantics without Functors and Operands. Journal of Logic, Language and Information 17(1): 1-17,[17]